# Manuel Joaquim de Sousa
Manuel Joaquim de Sousa (24 novembre 1883 - 27 février 1944) est une des figures de proue du mouvement anarchiste portugais et un dirigeant anarcho-syndicaliste important de la Confédération générale du travail portugaise pendant la Première République.
Orateur influent, journaliste et polémiste, il a marqué une génération de syndicalistes libertaires.
Au début des années 1920, il est l'un des premiers à défendre l'idée d’unification du mouvement anarchiste ibérique, ce qui se concrétise par la création, en 1927, de la Fédération anarchiste ibérique (FAI).

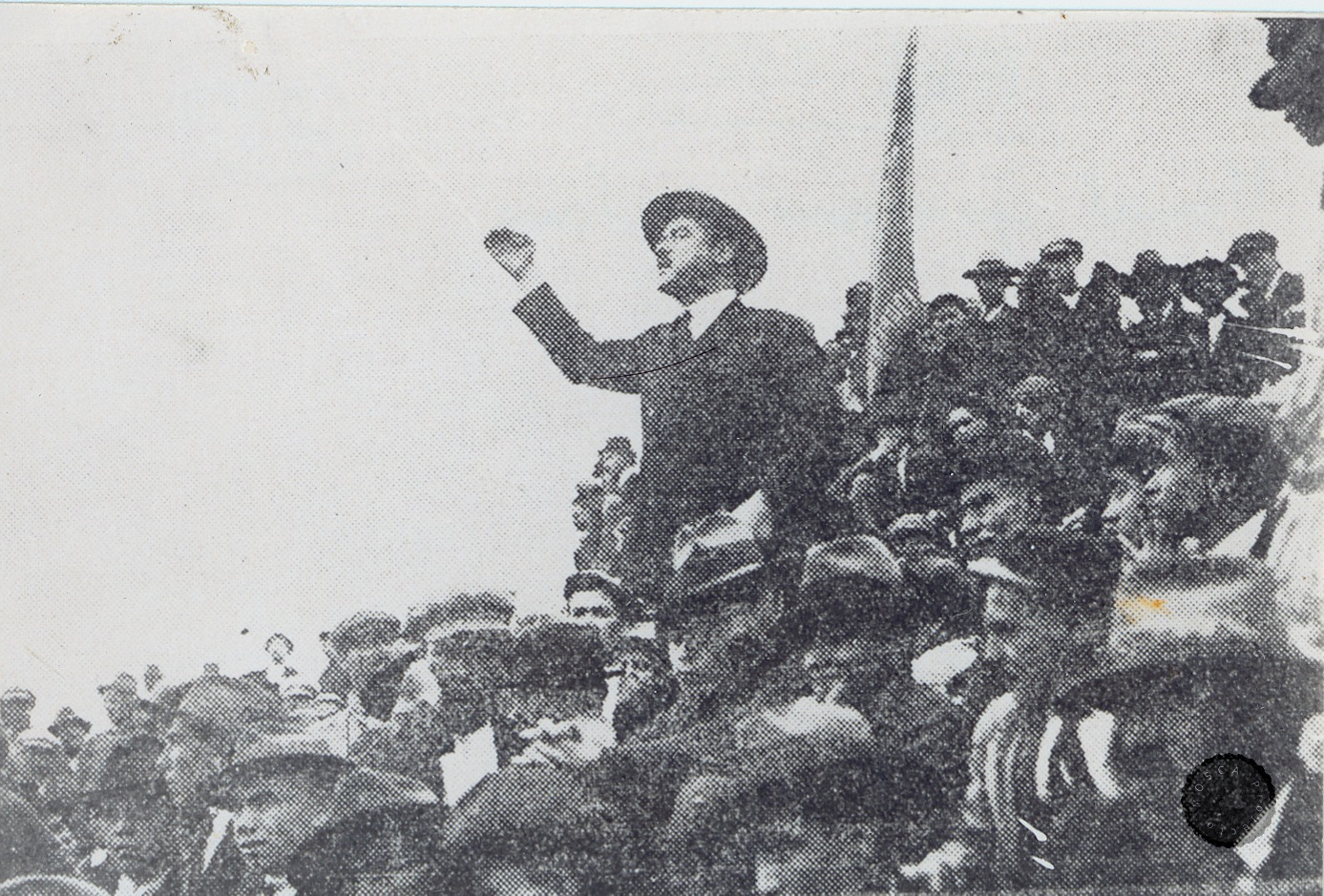
Manuel Joaquim de Sousa en meeting le 1er mai 1924 à Lisbonne.

## Biographie
Né dans une famille pauvre dans un faubourg de Porto, il commence à travailler à l'âge de 12 ans comme apprenti.
En 1904, il milite dans le Grupo de Propaganda Libertária à Porto » et participe aux événements qui mènent à la Première République.
En 1911, il publie la brochure O sindicalismo e a acção directa, plusieurs fois rééditée depuis.
Entre 1912 et 1913, il est le secrétaire général de l'União Geral de Trabalhadores da Região Norte (Union générale des travailleurs de la région Nord) et, en mars 1914 au Congrès de Tomar, il participe à la constitution de l'União Operária Nacional (Union nationale des travailleurs - UON).
En 1916, il déserte l'armée et se réfugie à Barcelone, où il est arrêté au cours de la grève des Postes et Télégraphes.
Il revient en 1918 à Lisbonne.
Le 13 septembre 1919, il participe et préside, en tant que secrétaire de l'UON, le IIe Congrès National des Travailleurs à Coimbra et à la fondation de la Confédération générale du travail (CGT). Il en est élu secrétaire général.
Le 24 mars 1923, après le coup d'État de Primo de Rivera, il est arrêté à Séville lors d'une réunion du Comité national de la CNT.
En 1925, en tant que membre de la CGT, il vote au Congrès de Santarém l'adhésion de la CGT à l'Association internationale des travailleurs (anarcho-syndicaliste).
C'est à cette époque qu'il présente un projet de regroupement organisationnel entre anarchistes espagnols et portugais dans une Fédération anarchiste ibérique (FAI). Le 25 juin 1927, il est l'un des fondateurs de la FAI.
Son intense activité contre la dictature militaire et le fascisme de Salazar lui valent de nombreuses arrestations en 1928, 1932 et 1934/35.
À partir de 1943, il participe au réseau clandestin de la CGT qui tente de promouvoir des initiatives de « relance de la propagande et de l'organisation libertaire » et l'action antifasciste.
Il meurt, le 27 février 1944, à Lisbonne.

## Publications
Dans les années 1920, il contribue, en tant que rédacteur en chef, à la rédaction de A Batalha (pt).
- Sindicalismo e Acção Directa, 1931.
- O Sindicalismo em Portugal : esboço histórico, 1931.
- O sindicalismo em Portugal, préf. Emídio Santana, Porto, Ediçoes Afrontamento, 1974, (OCLC 2365863)
- Últimos tempos de acção sindical livre e do anarquismo militante, Lisboa, Antígona, 1989, (BNF 36637955), (OCLC 264897304).